# Plataplochilus chalcopyrus
Plataplochilus chalcopyrus är en fiskart som beskrevs av Lambert, 1963. Plataplochilus chalcopyrus ingår i släktet Plataplochilus och familjen Poeciliidae. IUCN kategoriserar arten globalt som starkt hotad. Inga underarter finns listade i Catalogue of Life.